# 斯沃琪

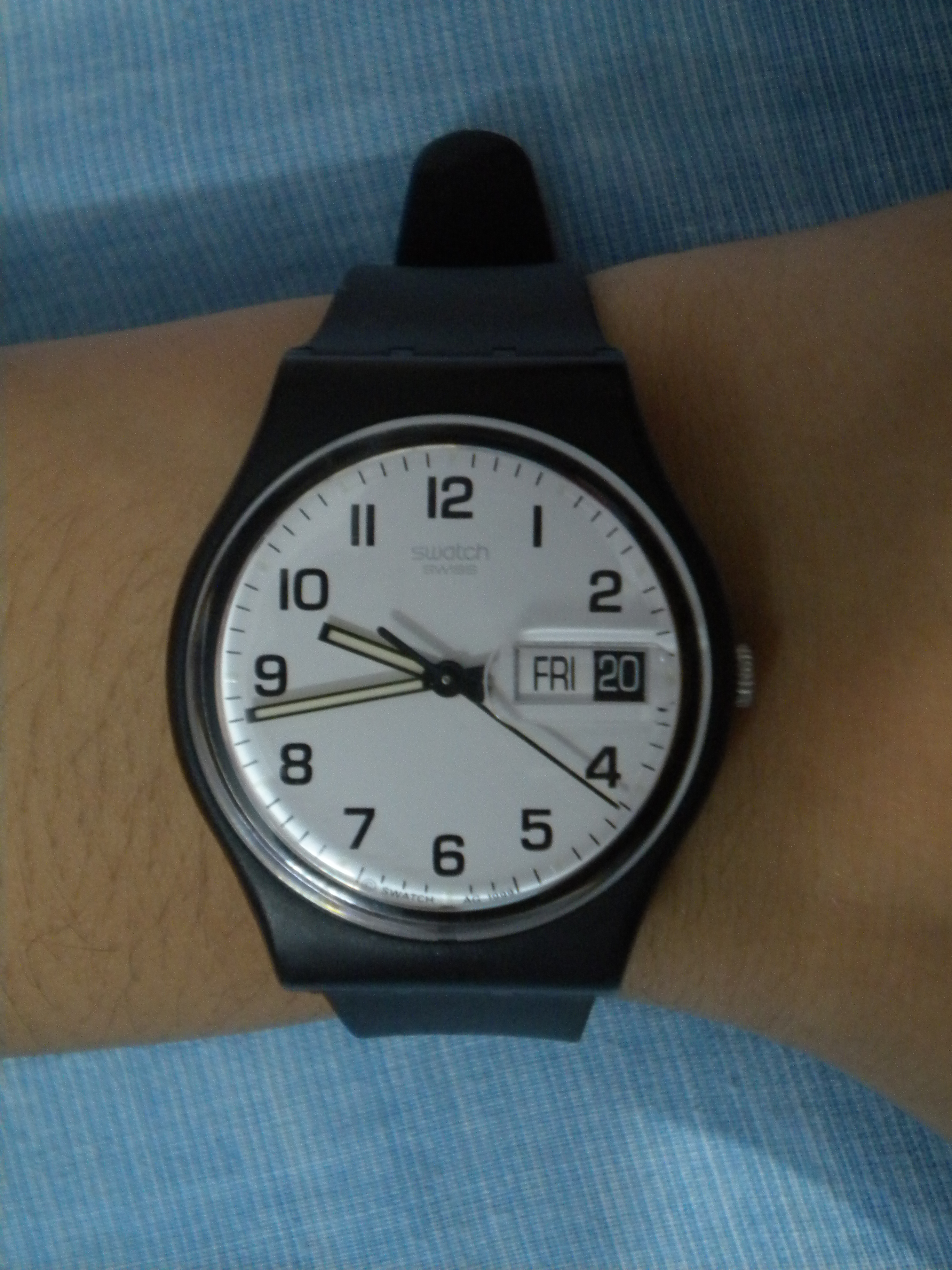
斯沃琪「Once Again」系列腕錶

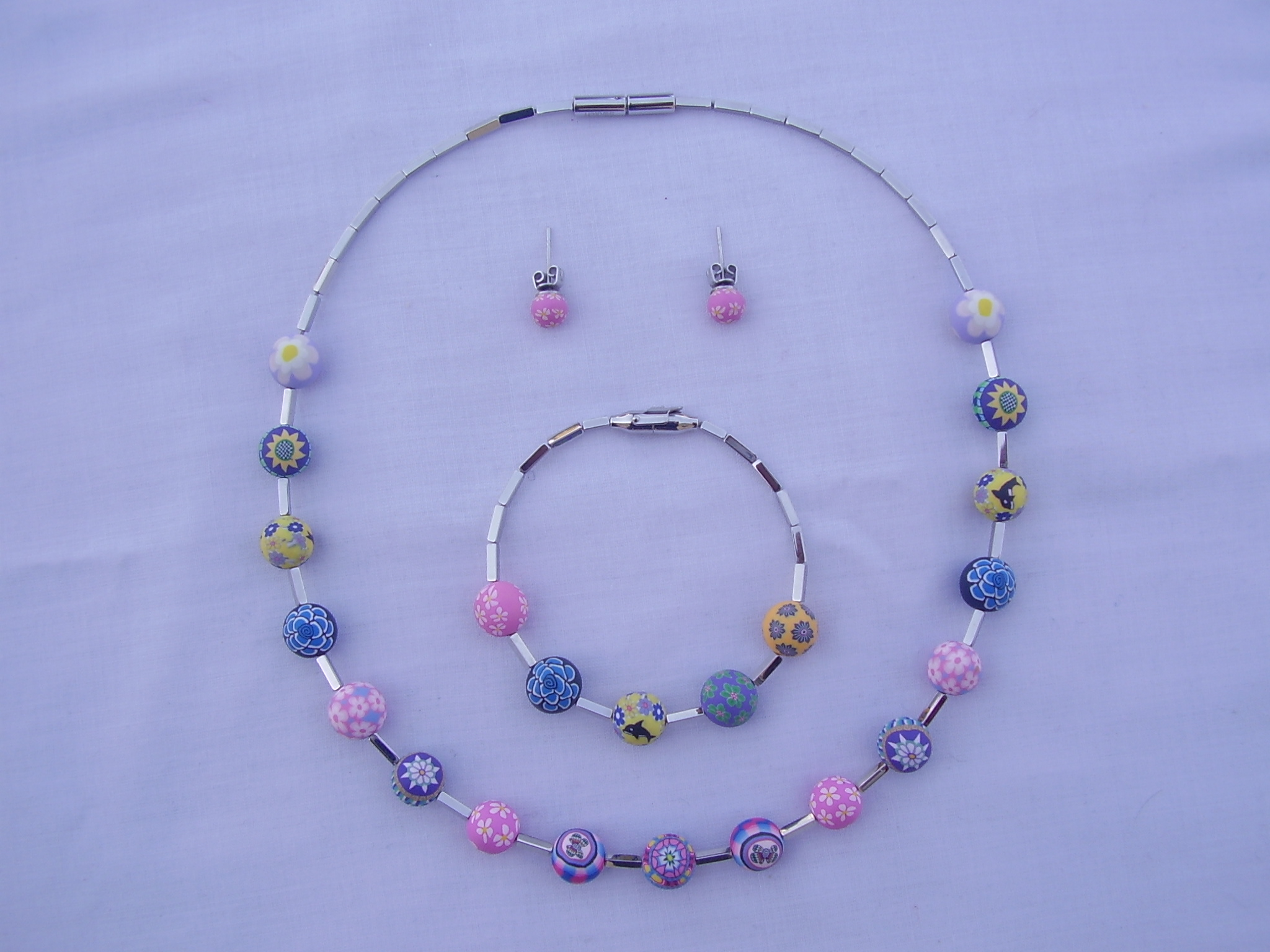
斯沃琪「Bijoux」系列首飾

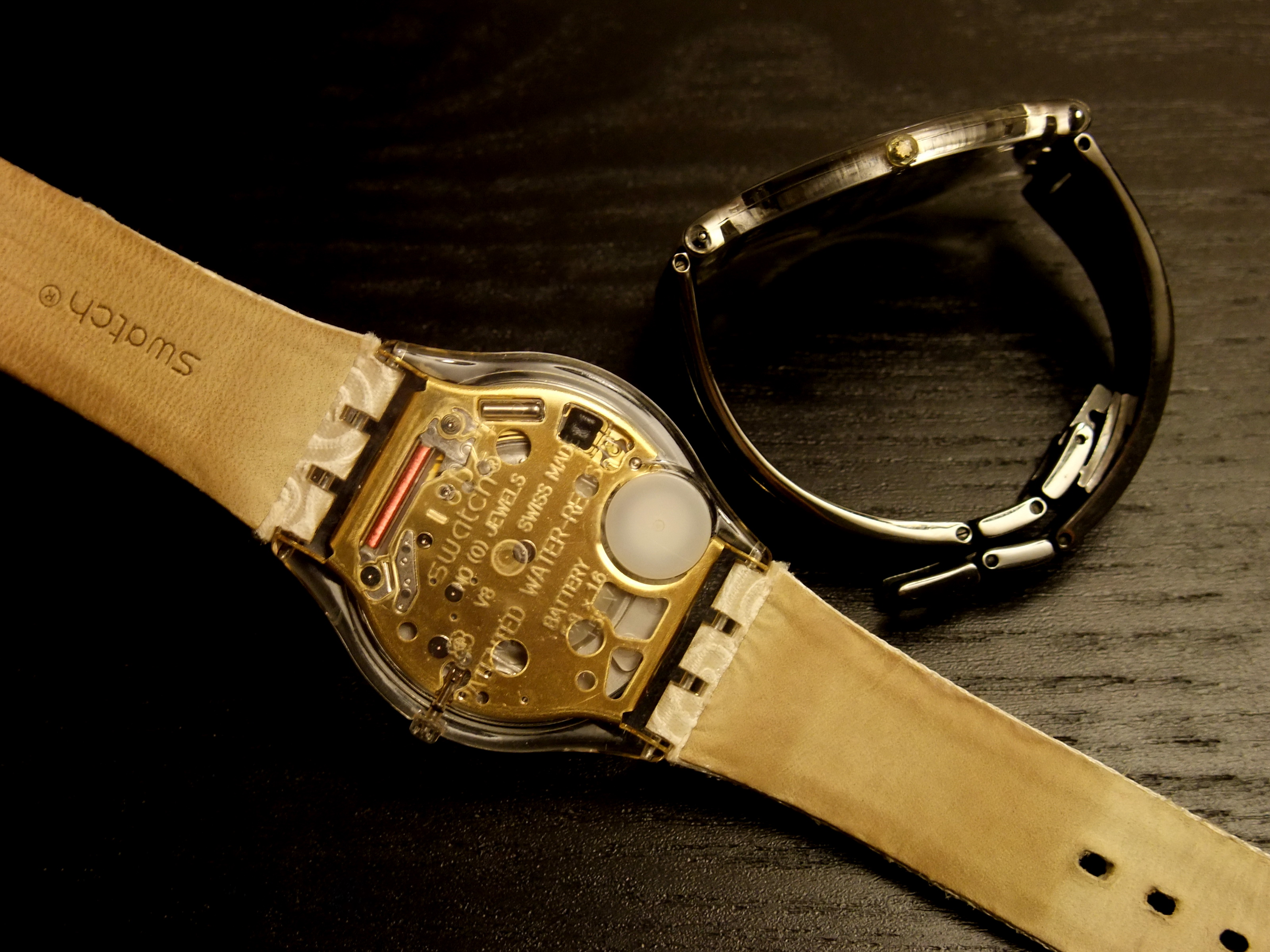
斯沃琪「Skin classic」系列超薄錶的透視錶底

斯沃琪，臺港舊譯「史華曲」，是一家總部位於瑞士伯恩州比爾的时尚手表製造商，也是斯沃琪集团的子公司。該廠牌由尼古拉·海耶克於1983年以應對石英危機而研發，可見當時歐洲製造的傳統機械錶與亞洲製造的新興數位錶之間競爭相當激烈。該公司的現任領導為創辦人之子—小尼古拉·海耶克。

## 簡介

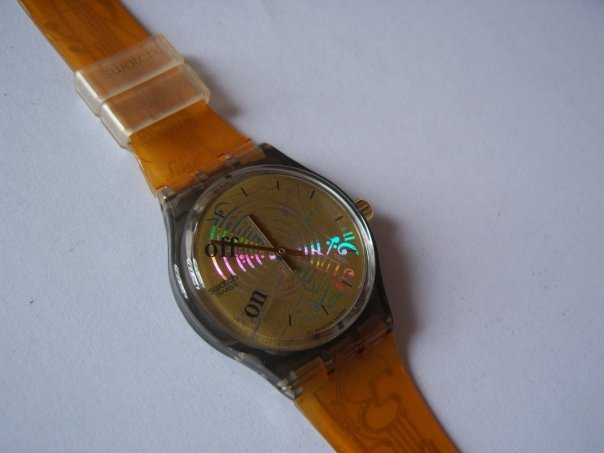
斯沃琪Music Call手表

斯沃琪（Swatch）这个名字经常被误解为是“瑞士（Swiss）”和“手表（Watch）”两个单词的缩写。但是，斯沃琪集团的主席，尼古拉·海耶克确认，最初斯沃琪这个缩写代表的是“第二只手表（Second Watch）”，由包括休闲，娱乐及附件所代表的新的手表理念所引入的新一代手表。1983年3月1日，第一季产品12块斯沃琪手表在瑞士苏黎世正式发布。最初的价格从39.90瑞士法郎至49.90瑞士法郎之间，不过在当年秋季确定标准价格为50.00瑞士法郎。销售目标为1983年100万只手表，第二年250万只，由于它的市场扩张策略和对于“瑞士制造”的手表来说非常容易接受的价格，斯沃琪迅速在本国市场流行开来。相对于传统手表来说，斯沃琪通过全自动组装生产线以及把手表零部件从通常的91个减少到51个，节省了约80%的生产成本。
斯沃琪在1980年代中期达到了在美国市场的顶峰，那时候他们开出了一系列的“斯沃琪专卖店”以适应不断增长的市场需求。
同一时期，斯沃琪开创了与知名艺术家合作的先河，如凯斯·哈林等。艺术设计的手表赋予了时髦青年新的特立独行的标签。
Swatch本身提供变化多端的手表种类。
Swatch现在销售数十种手表产品，包括全金属机身的“金属系列（Irony Series）”，潜水表（Scuba Series），超薄表系列（the Skin Family）和一款与因特网相连可以下载股票报价、新闻、天气预报和其他数据的“狗仔队系列（the Papparazzi series）”。
斯沃琪现在也有时尚化倾向，开发了数种特殊的产品型号（飞菲，Flik-Flak）儿童表，半自动机芯，甚至镶嵌钻石的斯沃琪手表。
2005年12月，斯沃琪在瑞士（其他国家陆续跟进）发布了一项新的市场创举，提供适合戴在右手手腕的手表！通常手表都是戴在左手手腕的，只是由于以前的手表需要每天上发条以保持运作。但是很多年来，大多数的手表由电池提供动力，而不再需要发条。这次斯沃琪的市场口号是：“时代变了，斯沃琪手表应该戴右手。用起来更方便，看起来更酷（Swatch, wear it right, times have changed. It feels better and it looks better!）”。这个创意告诉大家，拥有斯沃琪的人应该把他们的手表戴在右手以区别戴其他手表的人。
斯沃琪是1996年夏季奥林匹克运动会、2000年夏季奥林匹克运动会及2004年夏季奥林匹克运动会的官方計時器。
2013年1月14日Swatch Group AG同意以10億美元收購海瑞溫斯頓鑽石公司（Harry Winston Diamond Corp.）旗下奢侈鑽石品牌與時鐘業務。
Swatch將支付海瑞溫斯頓7.5億美元，並承擔多達2.5億美元債務。該公司將易名為Dominion鑽石公司（Dominion Diamond Corp.）。

## 另見
- Swatch互联网时间（Swatch Internet Time）

## 外部連結
- 官方网站（英文）
  - Swatch® 中国（简体中文）
  - Swatch® 香港（繁體中文）
  - Swatch® 台灣（繁體中文）

社交媒體
- 斯沃琪的Facebook專頁
  - Swatch香港的Facebook專頁
  - Swatch台灣的Facebook專頁
- 斯沃琪的Instagram帳戶
  - Swatch香港的Instagram帳戶
  - Swatch台灣的Instagram帳戶
- 斯沃琪的X（前Twitter）
- YouTube上的斯沃琪頻道